# Vector Linux
Vector Linux was een Linuxdistributie gebaseerd op Slackware Linux. Het verschil met Slackware zat hem in de eenvoudige installatie, die meer gericht was op de eindgebruiker dan op de techneut. Vector Linux werd opgezet door Robert S. Lange. Vector Linux was te downloaden in het Engels, alsook bestellen (luxe versie) via de website. Als KDE was geïnstalleerd, was Vector Linux uit te breiden met het Nederlandstalige KDE-taalpakket.

## Versies
Vector Linux bestaat in twee versies: standaard en Small Office Home Office (SOHO).

### Vector Linux standaard
De standaardversie is geschikt voor oudere (pentium-)computers. Deze versie is ondanks zijn compacte vorm compleet. Per versie willen de meegeleverde programma's nog weleens verschillen. Er zitten altijd programma's bij om out-of-the-box gebruik te maken van het internet, te e-mailen, tekenen, tekstverwerken en mediabestanden af te spelen.

### Vector Linux SOHO
Een SOHO (Small Office Home Office) versie, een uitgebreidere variant met OpenOffice.org, veel grafische tools, programma's voor boekhouding en KDE als desktopomgeving.